# Pyramides
Pyramides (Engels: Pyramids) is een fantasy boek uit de Schijfwereld serie van de Britse schrijver Terry Pratchett. Het is het zevende boek uit de Schijfwereldreeks.

## Verhaal
Het verhaal gaat over prins Ptepiqn van Dwejl-elbab, een piepklein landje waarvan zijn vader Ptepiqnanton XXVII de farao is. In navolging van zijn oom Würt besluit de prins een opleiding als moordenaar te gaan volgen. Hiervoor reist hij naar de stad Ankh-Meurbork, waar hij in de leer gaat bij het Moordenaarsgilde. Iedereen noemt hem hier Peppink, in plaats van zijn moeilijk uitspreekbare naam Ptepiqn. Na een jarenlange opleiding studeert hij uiteindelijk af. Maar nadat hij dit met enkele vrienden heeft gevierd, realiseert hij zich de volgende morgen ineens dat zijn vader gestorven is. (Omdat zijn vader als farao tevens god was, heeft ook hij, net als zijn vader, bijzondere gaven)
Hij keert terug naar huis waar hij door Djeu, de eerste minister, wordt geïnstrueerd. Omdat Peppink zoveel jaren buiten het rijk heeft gewoond, durft hij wat meer tegen de zeer dominante Djeu in te gaan; om hem een beetje dwars te zitten bestelt hij als graf voor zijn vader een twee keer zo grote piramide als gebruikelijk: omdat deze zo groot is vervormt de piramide de tijd en dimensies, wat ervoor zorgt dat alle ooit aanbeden goden van het land tot leven komen.

## Trivia
- Dwejl-elbab betekent letterlijk Kind van de Dwejl. Het land heeft veel overeenkomsten met het Oude Egypte.